# Distrito Federal de Privoljski
O Distrito Federal Privoljski ou Distrito Federal do Volga (em russo:  Приво́лжский федера́льный о́круг, transl. Privolzhsky federalny okrug) é um dos oito distritos federais da Rússia. Trata-se da região ao Sul da Rússia Europeia, caracterizada principalmente pela presença da bacia hidrográfica do Rio Volga. Sua população era de 31.154.744 habitantes no Censo de 2002, com uma área de 1.038.000 km² (400.774 mi²). Grigory Rapota foi escolhido como Representante Plenipotenciário do Presidente da Federação Russa em 12 de maio de 2008.

## Demografia

### Unidades da Federação
| O mapa e a legenda estão listados na ordem alfabética russa. |                           |                                                     |                                  |
| #                                                            | Bandeira                  | Unidade da Federação                                | Capital/Centro                   |
| 1                                                            | República do Bascortostão | Republica do Bascortostão (Республика Башкортостан) | Ufa (Уфа)                        |
| 2                                                            | Oblast de Kirov           | Oblast de Kirov (Кировская область)                 | Kirov (Киров)                    |
| 3                                                            | República de Mari El      | República de Mari El (Республика Марий Эл)          | Joškar-Ola (Йошкар-Ола)          |
| 4                                                            | República da Mordóvia     | Republica da Mordóvia (Республика Мордовия)         | Saransk (Саранск)                |
| 5                                                            | Oblast de Níjni Novgorod  | Oblast de Níjni Novgorod (Нижегородская область)    | Níjni Novgorod (Нижний Новгород) |
| 6                                                            | Oblast de Oremburgo       | Oblast de Oremburgo (Оренбургская область)          | Oremburgo (Оренбург)             |
| 7                                                            | Oblast de Penza           | Oblast de Penza (Пензенская область)                | Penza (Пенза)                    |
| 8                                                            | Krai de Perm              | Krai de Perm (Пермский край)                        | Perm (Пермь)                     |
| 9                                                            | Oblast de Samara          | Oblast de Samara (Самарская область)                | Samara (Самара)                  |
| 10                                                           | Oblast de Saratov         | Oblast de Saratov (Саратовская область)             | Saratov (Саратов)                |
| 11                                                           | República do Tartaristão  | República do Tartaristão (Республика Татарстан)     | Cazã (Казань)                    |
| 12                                                           | República da Udmúrtia     | República da Udmúrtia (Удмуртская Pеспублика)       | Izhevsk (Ижевск)                 |
| 13                                                           | Oblast de Ulianovsk       | Oblast de Ulianovsk (Ульяновская область)           | Ulianovsk (Ульяновск)            |
| 14                                                           | República da Chuváchia    | República da Chuváchia (Чувашская Республика)       | Cheboksary (Чебоксары)           |

## Representantes Plenipotenciários
- Sergei Kiriyenko (18 de maio de 2000 – 14 de novembro de 2005)
- Alexandr Konovalov (14 de novembro de 2005 – 12 de maio de 2008)
- Grigory Rapota (12 de maio de 2008 – até o presente)[1]